# Ālūcheh-ye Fūlādlū
Ālūcheh-ye Fūlādlū (persiska: آلوچِه, آلوچه فولادلو, Ālūcheh) är en ort i Iran.   Den ligger i provinsen Ardabil, i den nordvästra delen av landet, 400 km nordväst om huvudstaden Teheran. Ālūcheh-ye Fūlādlū ligger 1 491 meter över havet och antalet invånare är 336.
Terrängen runt Ālūcheh-ye Fūlādlū är kuperad åt sydost, men åt nordväst är den platt. Runt Ālūcheh-ye Fūlādlū är det ganska tätbefolkat, med 139 invånare per kvadratkilometer. Närmaste större samhälle är Tūryākhlū, 17,2 km norr om Ālūcheh-ye Fūlādlū. Trakten runt Ālūcheh-ye Fūlādlū består i huvudsak av gräsmarker.